# GÉANT2
GÉANT2 — проєкт англ. European Research and Education Internet — Європейський Інтернет для наукових досліджень і освіти, продовження проєкту GÉANT.

## Загальна інформація
GÉANT2 — є мережею нового покоління для європейського наукового і освітнього співтовариства. Мережа має понад 3 мільйонів користувачів в 34 країнах Європи. Вона відрізняється небувало широким географічним покриттям, широкою смугою пропускання, новаторською гібридною мережевою технологією і цікавими послугами, орієнтованим на кінцевого користувача. Широке географічне покриття дозволяє використати дану мережу для зв'язку з іншими світовими регіонами і розвивати глобальну співпрацю між вченими і викладачами. Широка дослідницька програма GÉANT2 виводить Європу на передній край глобальних наукових досліджень. GÉANT2 фінансується Європейською Комісією в рамках Шостої рамкової програми для наукових досліджень і розвитку. У проєкті беруть участь 32 європейські національні наукових і освітні мережі, а також компанії TERENA і DANTE. При цьому DANTE відповідає за загальну координацію проєкту, планування, управління і будівництво.

## Історія і технології
Офіційне відкриття проєкту GÉANT2 відбулося 14-15 червня 2005 року в Люксембурзі в присутності провідних представників європейської і світової наукової спільноти, політичних діячів, користувачів дослідницьких і освітніх мереж, а також постачальників обладнання і інфраструктурних рішень.
GÉANT — це найбільша європейська мережа з високою продуктивністю, виділена для науково-дослідних центрів і навчальних закладів.
Проєкт GÉANT2 дозволяє розширити спектр послуг, що надаються вченим, і впровадити нові додатки для самих різних дисциплін від фізики до біотехнології. Рішення компанії Alcatel для оптичної комутації з підтримкою технології WDM дозволить з'єднати в єдину мережу наукові центри тридцяти чотирьох країн, включаючи Велику Британію, Нідерланди, Німеччину, Швейцарію, Францію, Іспанію, Данію, Австрію, Італію, Угорщину, Хорватію, Словенію, Польщу, Ірландію, Португалію і Грецію.
Інтелектуальне рішення Alcatel перетворює інфраструктуру GÉANT в конвергентну оптичну IP-мережу, засновану на єдиній платформі. Створення нового оптичного мережевого рівня Ethernet забезпечує прямий оптичний зв'язок з наявною IP-мережею, підвищує якість послуг і задовольнить попит на широкосмугові IP-додатки в науковому і освітньому середовищі. Рішення Alcatel підтримує технологію розподіленого оптичного управління GMPLS. Ця технологія значно підвищує надійність і захищеність мережі, дозволяючи швидко міняти маршрути трафіку у разі збоїв або відмов, що надто необхідно при обробці критично важливих наукових даних.
Для керування новою науковою мережею буде використовується система керування Alcatel 1350 Management Suite. Крім того, в мережі встановлена платформа DWDM Alcatel 1626 Light Manager (LM) для наддалекого зв'язку і магістральний комутатор Alcatel 1678 Metro Core Connect (MCC), підтримуючий конвергентні функції оптичного транспорту і комутації на єдиній оптичній платформі, готовій до майбутнього розвитку технології.

## Майбутнє проєкту
Планується, що проєкт GÉANT2 існуватиме до 2009 року і трансформується в нову його реалізацію — GÉANT3.